# Wm. クナーベ& Co.

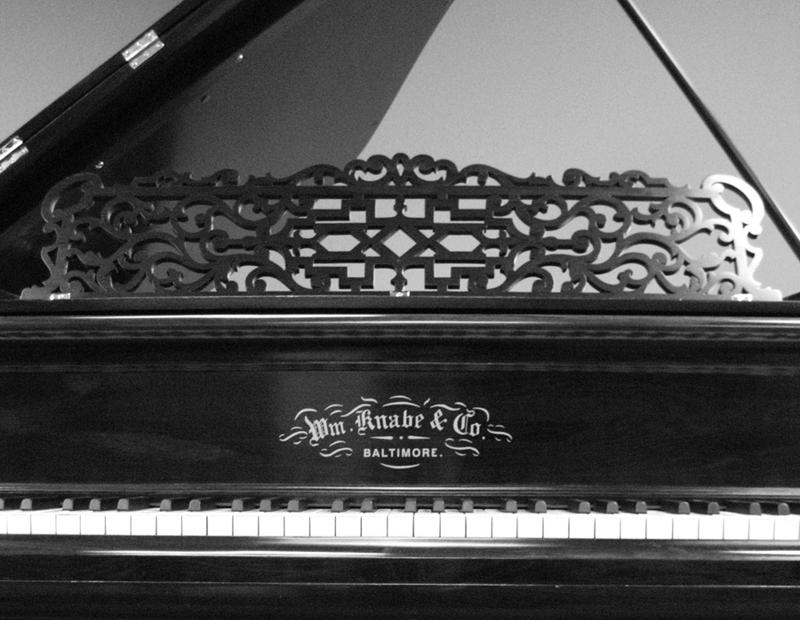
1884年頃のクナーベ製グランドピアノの鍵盤蓋

Wm. クナーベ& Co.（Wm. Knabe & Co.、クナービとも）は、19世紀中頃から20世紀の初めまでアメリカ合衆国メリーランド州ボルチモアに存在したピアノ製造業者である。1982年まではニューヨーク州イースト・ロチェスターのエオリアン・カンパニーの一事業として存続した。現在は三益楽器によって製造されるピアノの一ブランドである。

## 歴史
ヴィルヘルム・クナーベは1803年6月3日にザクセン＝ヴァイマル公国クロイツブルクで生まれた。1813年のドイツにおけるフランスの軍事行動によって父親のようにアポセカリーとなるために学ぶことができなくなり、代わりにキャビネット職人に弟子入りし、その後2年間見習いとして働き、次に3年間ゴータでピアノ職人のために働いた。その後ドイツのいくつかの都市でピアノ職人見習いとして働いた。

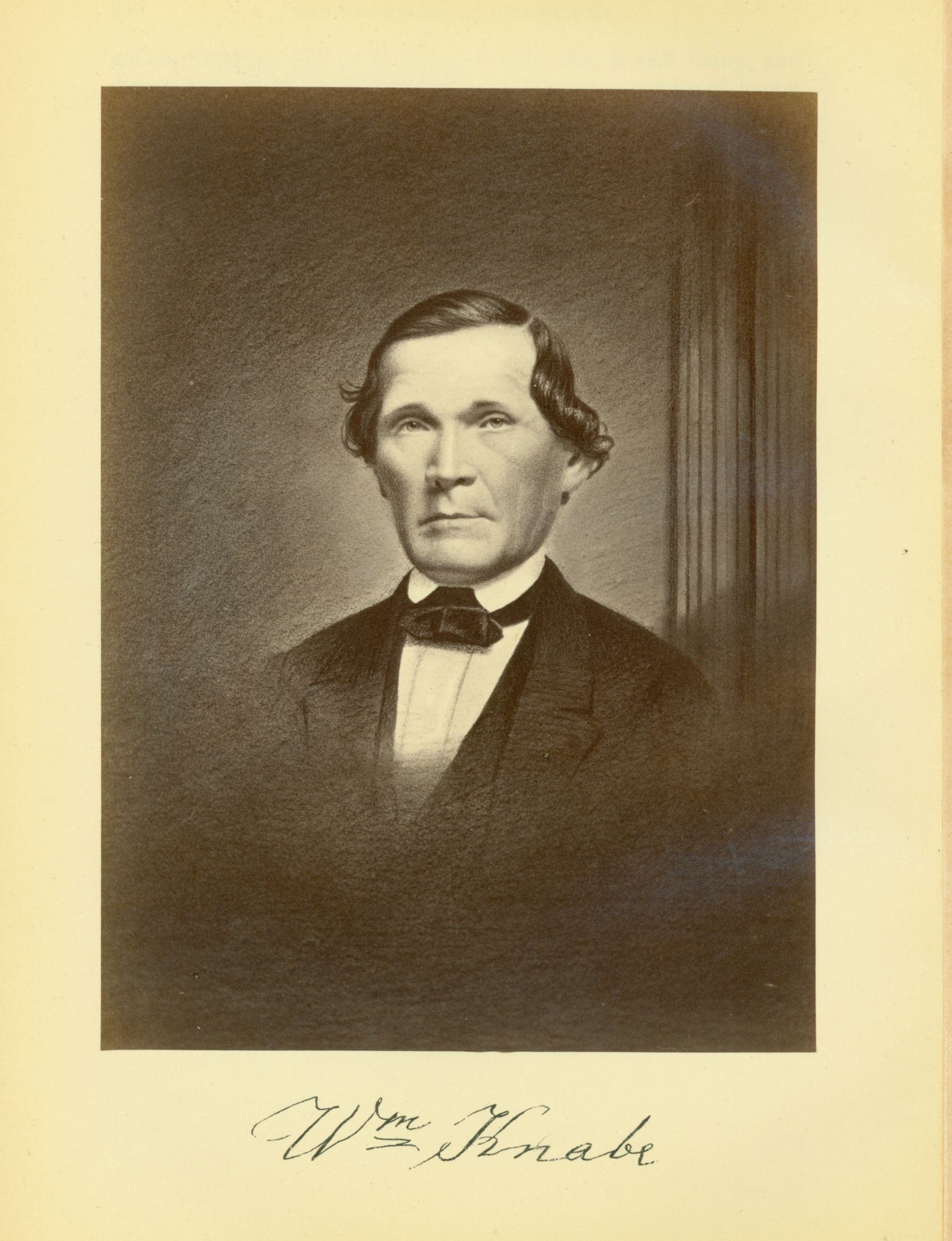

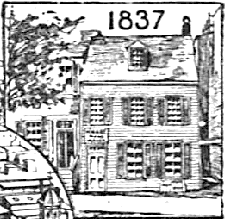
最初の工場（1837年）

1831年、クナーベはザクセン＝マイニンゲン公国からアメリカ合衆国へ移住する婚約者の家族に同行したが、家長が航海中に死去したため、クナーベと花嫁は兄弟が数年早く定住していたミズーリ州ハーマンへの旅の途中のボルチモアにとどまった。クナーベは有名なピアノ職人Henry Hartgeの下で働き、結局は農業従事者になる計画を断念した。4年後、クナーベはLexington通りのLiberty通りの角にある自宅で中古ピアノの販売と修理を始めた。

### Knabe & Gaehle
1839年、クナービはピアノを製造する目的のためにHenry Gaehleと共同経営を始め、1841年までに彼らはSouth Liberty通り13にあるより大きな作業場へと移った。1843年、彼らはEutaw通りとCowpenアレーの角に商品陳列室を開き、その4年後にはEutaw通り9に商品陳列室を移転し、ここで180米ドルから400米ドルの価格でピアノを販売した。1852年までに、店はEutaw通り4、6、8、9、11へと拡大した。Knabe & Gaehleは1848年、1849年、1850年にスクエア・ピアノで、1849年にはグランドピアノでもメリーランド機械振興会から一等賞を取った。
1852年、会社はEdward Bettsを共同経営者に加えてKnabe, Gaehle & Co.として再編され、1853年までに宣伝された彼らの会社は南部で最大で、100人を超える工員を雇用した。彼らは「チッカリングのようなダブルアクション」を持つ6から7オクターブの音域のピアノを製造し、200米ドルから500米ドルで販売した。
1853年11月、Eutaw House近くのCowpenアレーにあった工場が火事になり、推定損失額は19万米ドルであった。5週間後にはPaca通りちかくのボルチモア通りにあった工場が火事になり、伝えられるとこによるとほとんど保険で保障されなかった。

### Wm. Knabe & Co.
共同経営会社を解消するために1855年初頭に訴訟が始まった。Henry Gaehleは死去し、クナービは残りの在庫と資材を全て購入したこと、Eutaw Houseの向いにあるNorth Eutaw通り1、3、5、7にある古くからの売り場でWm. Knabe & Co. として商売を続けると宣伝した。代表社員となったWilliam GaehleはWm. Gaehle & Co. として営業を続けると宣伝し、Pratt通りとGreen通りの角の工房でグランドピアノとスクエア・ピアノを製造し、Eutaw通りとFayette通りの角に展示場を構えた。

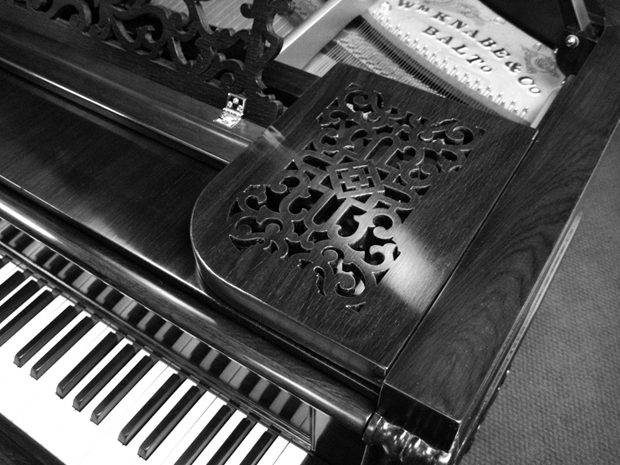
1884年に製造されたクナーベ製グランドピアノのきめ細かい棚

クナーベはWest通りとChina通りの角にあった元製紙工場を新工場のために購入し、1859年までにボルティモア通り207に商品展示場を開設した。クナーベは1855年、1856年、1857年、1858年にメリーランド機械振興会からスクエア・ピアノで金メダルを獲得し、1857年にワシントンDCのメトロポリタン協会から銀メダル、1856年にフィラデルフィアのフランクリン協会からメダル、1855年と1856年にバージニア州リッチモンドの機械工協会から一等賞を獲得した。
1860年、クナーベはEutaw通りとWest通りに新たに5つの工場の建設を開始したが、南北戦争の勃発のためその中の一つしか完成できなかった。南北戦争によって、クナーベは南部の主要市場を失なうこととなり、その損失を埋め合わせるために西部で新たな取引を開拓せざるをえなくなった。ウィリアム（ヴィルヘルム）・クナービは1864年5月21日に死去し、息子のウィリアムとアーネスト・J・クナービ兄弟と義理の息子のチャールズ・ケイデルが後を継いだ。
1866年、Wm Knabe & Co. は鋳鉄製フレームに直接螺入される代わりにより重い真鍮の部品へと螺入されたアグラフを持つ「agraffe treble」を発表した。

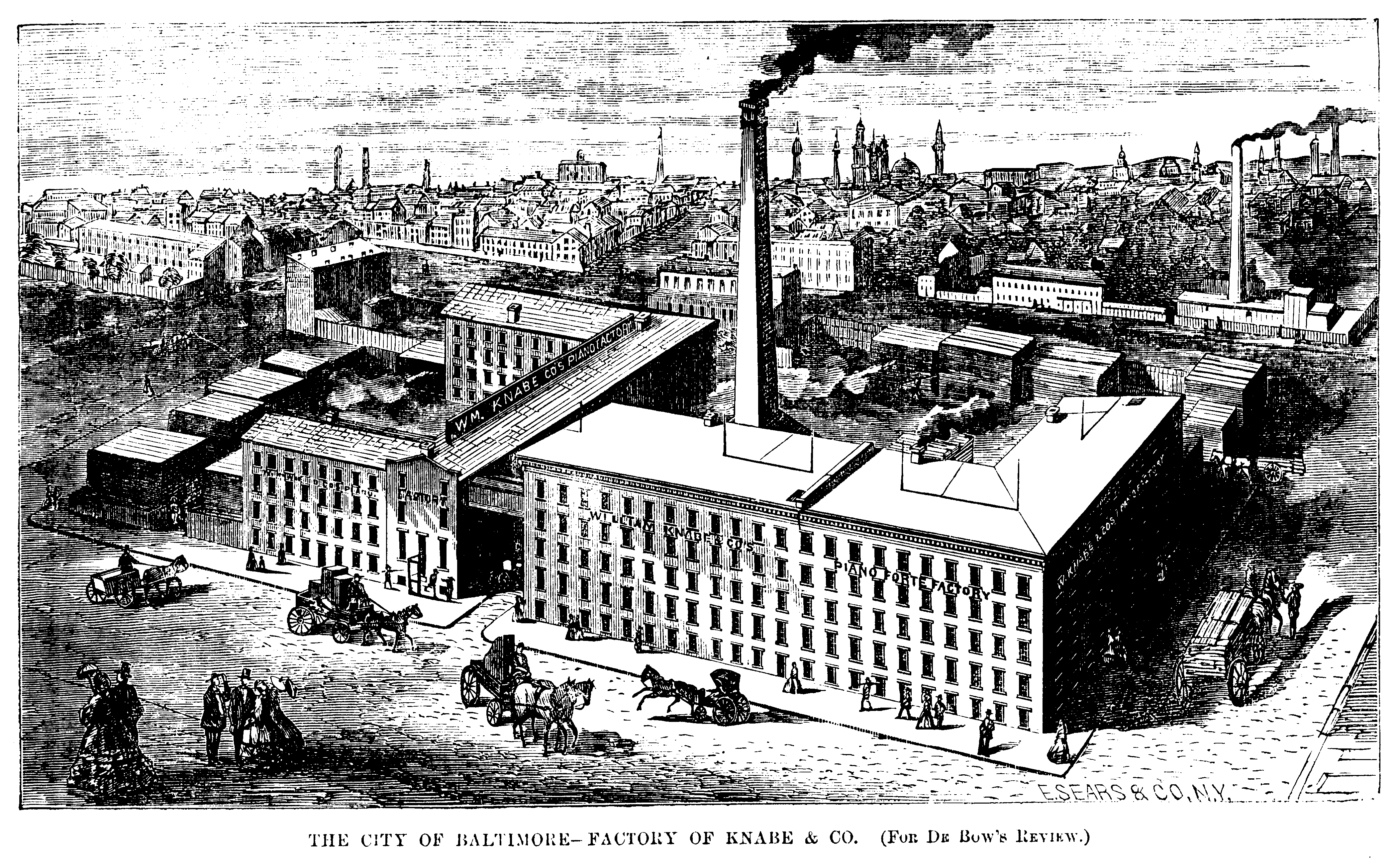
ボルチモア市 – Knabe & Co. の工場（1866年）

1866年までに、彼らは約230人の工員を雇用し、年間約千台のピアノ（アップライト、スクエア、グランド）を製造した。工場は30馬力（22 kW）の蒸気機関や蒸気駆動のエレベータ、乾燥室を備え、グランドピアノのケース、響板、アクションの製造、ケースのワニス仕上げ、鋳鉄フレームの金めっきを行う12メートル幅の第二建物が増設された。さらなる補強とキューポラ（円頂塔）によって1869年に工場（Eutaw通りに64 m、West通りに5 m面していた）が完成した。米国でのKnabe & Co. の売上はニューヨークのスタインウェイ・アンド・サンズとボストンのチッカリング・アンド・サンズに次いで第3位につけ、1870年までの生産代数は週に約40台（600米ドルから2千米ドルの間の価格）と見積られた。
1873年、Wm. Knabe & Co. はニューヨーク5番街に自社経営の商品展示場を開設した。1876年のフィラデルフィア万国博覧会にはグランドピアノ、スクエアピアノ、アップライトピアノ、Tschudi & Broadwood製ハープシコードを出展し、改訂された表彰システムによりその他多くの共同出展者と共に最高の栄誉を手にした。1882年にはチェスター・A・アーサーのためにホワイトハウスへローズウッド製コンサートグランドを届けた。

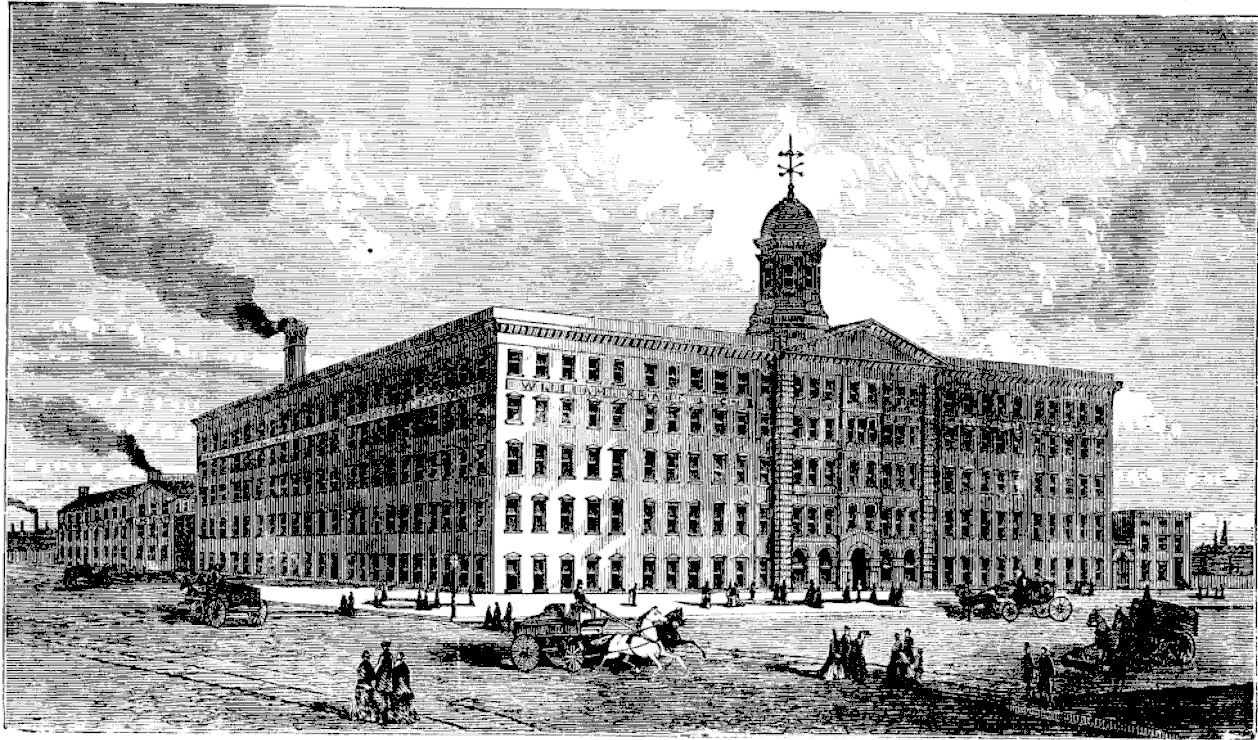
ボルティモアのEutaw通りとWest通りの角にあったWm. Knabe & Co. のピアノ工場（1873年）。

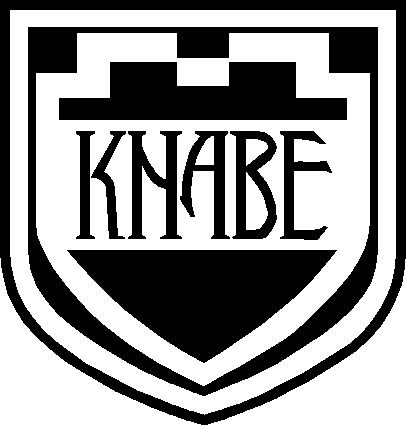
Wm. Knabe & Co. の盾商標。1904年に初めて商業的に使用された。

ウィリアム・クナービ Jr. は1889年に死去した.。会社は同年、アーネスト・J・クナービを社長として百万米ドルの資本金で法人格を取得した。
アーネスト・J・クナービは1894年に死去し、工場で修行していた息子達が後を継いだ。アーネスト・J・クナービ Jr. は社長に選出され、ウィリアム・クナービが副社長兼会計係となった。
Wm. Knabe & Co. は1903年までにカナダとイングランドに代理店を設立し、事業をさらに拡張する目的のために工場を抵当に入れた。1906年までに、工場は大規模に拡張された元の建物と7つの建物を占有し、念入りに設計された総床面積は約300,000平方フィート (28,000 m2)、従業員は765人を数えた。工場設備は個別に動力が供給された機械やボイラーと連結された集塵システムといった現代的な電気器具を含んでいたものの、Knabeはピアノは丁寧に手作りする必要があるという基準と、そのために完成までにアップライトで6か月、グランドピアノで2年を要するということを宣伝した。

### アメリカン・ピアノCo.
1908年、Wm. Knabe & Co. とチッカリング・アンド・サンズ、ニューヨーク州イースト・ロチェスターのFoster-Armstrong Co. はニュージャージー州法の下でアメリカン・ピアノ・カンパニー（略称Ampico）を設立した。アーネスト・J・クナービ Jr. （社長）とチッカリング・アンド・サンズのC. H. W. Foster、Foster-ArmstrongのGeorge G. Fosterがアメリカン・ピアノCo. を率い、各自はそれぞれの会社とHaines Brothers、Marshall & Wendell、Brewster、J. B. Cook & Co. を管理し、合わせて年間約1万8千台のピアノを生産した。

#### クナービ・ブラザーズ
アーネストおよびウィリアム・クナービは1909年に職を辞し、ニューヨークでの一連のビジネストラブルの後、1911年にオハイオ州でクナービ・ブラザーズを法人組織にした。会社はシンシナティにオフィスを構え、近隣のノーウッドのSmith and Nixonのかつての工場で「木材は平方インチでワイヤーの割り当ては小数点の単位でピアノを理解し、商業主義のくびきから解き放たれ」、アップライトおよびグランドピアノを製造した。アメリカン・ピアノCo. は名称の使用に関して訴訟を起こしたが、結果として下された差し止め命令ではクナービ・ブラザーズに元の看板を使用を止めさせ、兄弟に会社が新しい会社であることを示すことを要求しただけであった。工場は1912年1月に焼けたが、跡地に現代的な工場を建設する前に、一時的な工場ですぐに生産を再開した。会社は1916年の終わり頃に未払いの貸付金のために管財人の管理下に置かれ、兄弟はその年の年末までに破産を宣告した。
アーネスト・J・クナービは1927年に死去し、ウィリアム・クナービは1939年に死去した。

#### Ampico

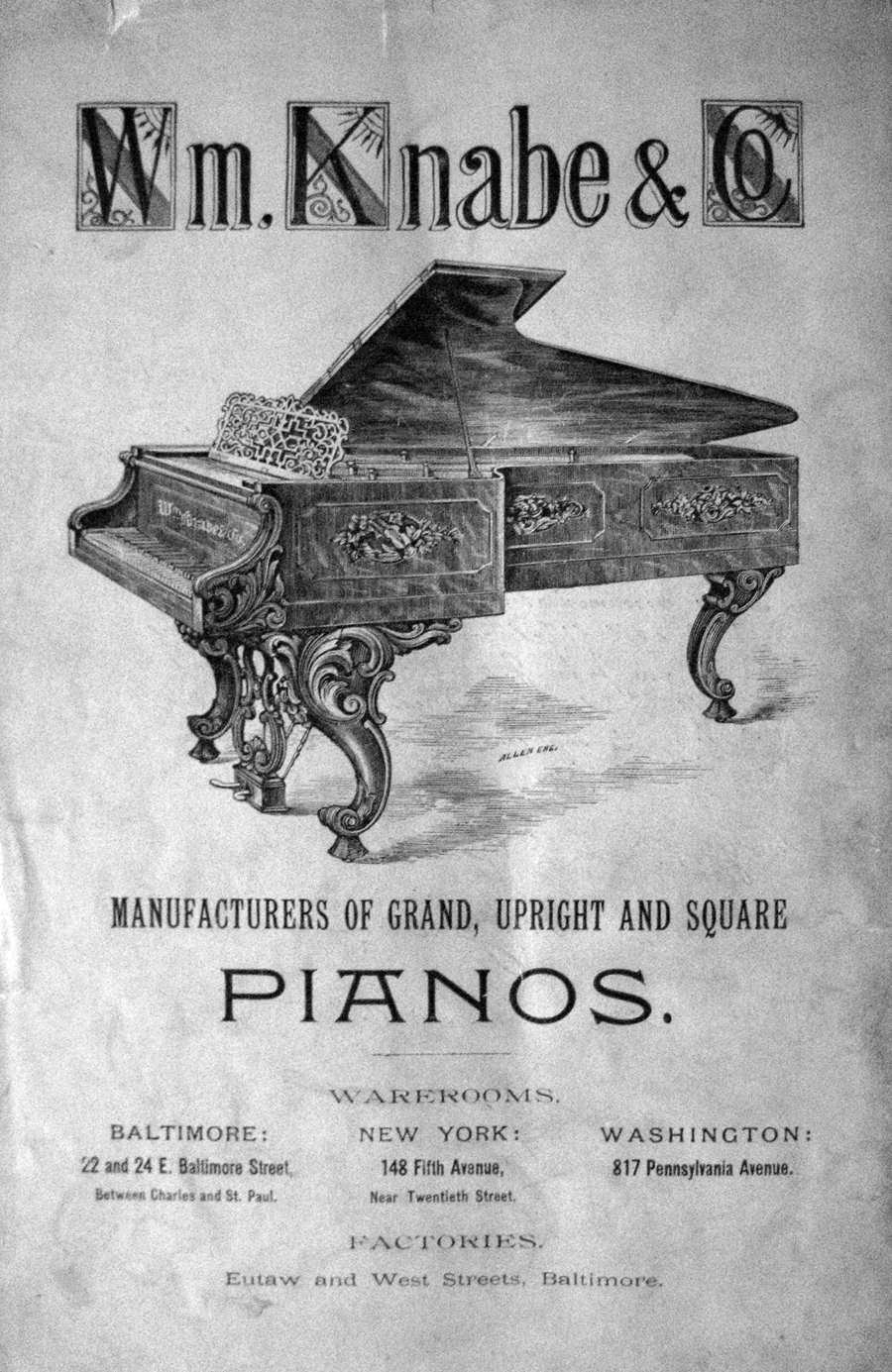
1889年に出版されたクナーベピアノの広告

1927年、Wm. Knabe & Co. はニューヨークの商品陳列室を三十九丁目五番街437番地から52丁目と五番街の角の657番地へ移転させ、1928年には全てのブランドの売上を統合するアメリカン・ピアノCo. の戦略の一環として47丁目五番街にあるAmpicoタワーへ移転した。このアメリカン・ピアノCo. の利益の急激な現象を埋め合わせるための試みは失敗に終わった。アメリカン・ピアノCo. は1929年に管財人の管理下に置かれ、クナーベの負債は28万6千米ドル、資産は41万5千米ドルと記載された。

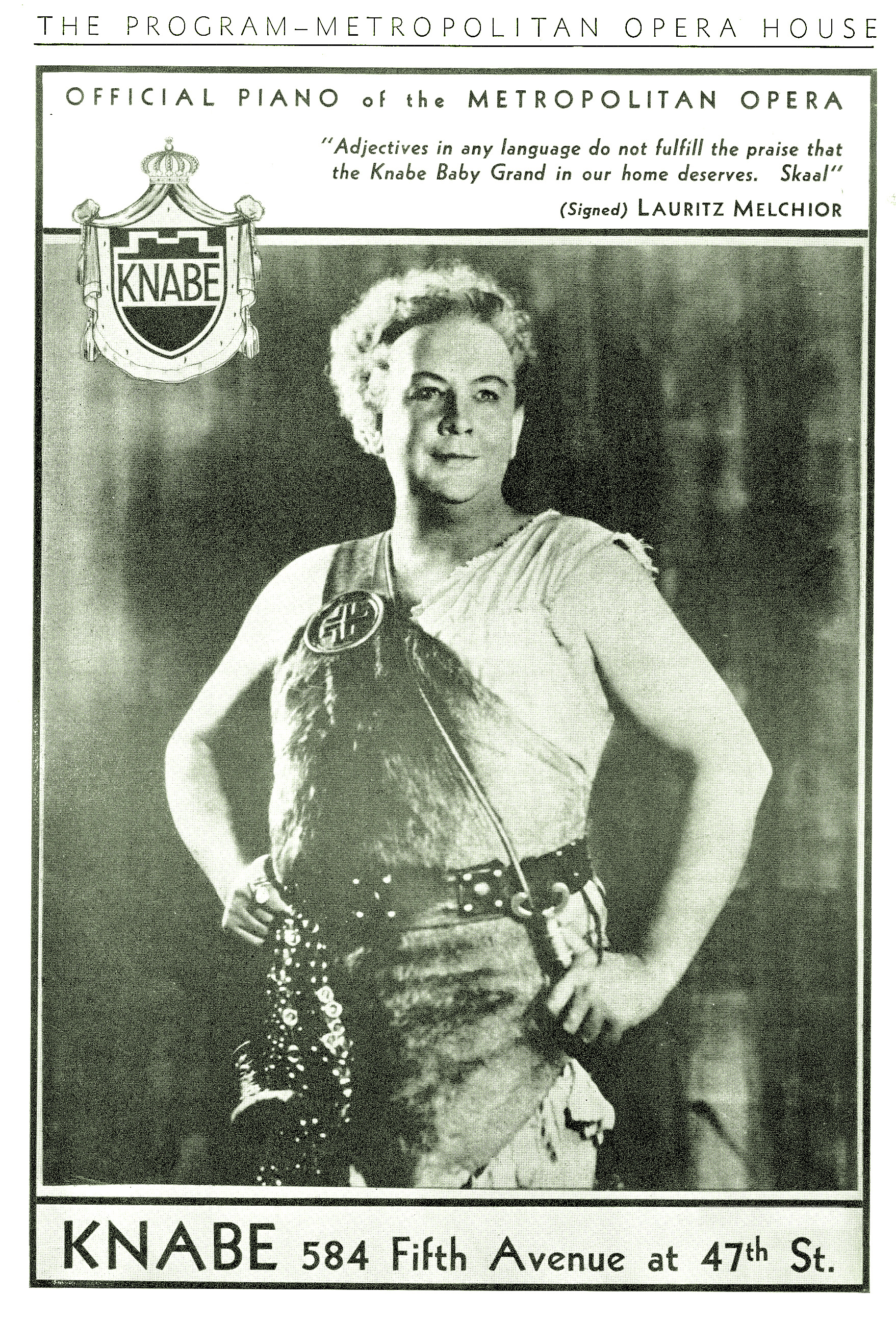
メトロポリタン・オペラの「公式ピアノ」としての1935年のクナーベの広告

1930年、アメリカン・ピアノ・カンパニーの資産はデラウェア州の法律の下で新たに法人化されたアメリカン・ピアノ・コーポレーションによって購入された。この新会社の役員には旧アメリカン・ピアノCo. の元役員とエオリアン・コーポレーションの役員が含まれていた。Knabeの工場やボストンにあったチッカリングの工場は閉鎖され、それらの生産は最終的にはニューヨーク州のイースト・ロチェスターに移された（別部門としてそれぞれ設立された）。ボストンのメイソン・アンド・ハムリンやニューヨーク州シラキュースのAmphionを含む旧工場は売りに出された。
20世紀末、EutawおよびWest通りの見捨てられたクナーベのボルチモア工場はボルチモア・レイブンズのアメリカンフットボールスタジアムを建設するために破壊された。スタジアムの南西角にある歩道の鍵盤モザイクはKnabeの遺産は称えている。工場の上に位置していたキューポラは現在ボルチモア工業博物館の敷地に立っている。

### エオリアン-アメリカン
1932年、アメリカン・ピアノ・コーポレーションはエオリアン-ウェブナーのピアノ子会社であるエオリアン・カンパニーと合併し、エオリアン-アメリカン・コーポレーションを設立した。この会社は20を越えるピアノブランドの管理とアクション製造部門およびフレーム鋳造部門を集約した。1936年、エオリアン-アメリカンは米国においてキンボール、ボールドウィン、Winter & Co. に次いでピアノ生産数で第4位につけた。
1927年から副社長と本部長を務めていたBerthold Neuerは1938年に死去し、後継者のRichard K. Paynterは1940年に死去した。
1942年、イースト・ロチェスター工場は軍用航空機の部品を製造する契約を結び、これによって操業中の設備と社員は維持されたが、1949年の終わり頃までにピアノ生産は最大稼動に戻った。エオリアン・カンパニーおよびアメリカン・ピアノ・コーポレーションは1951年に資本構成を改め、エオリアン-アメリカン・コーポレーションと合併し、1957年にニューヨーク州ブロンクスを拠点とするWinter & Co. の所有者によって購入された。
1981年まで、イースト・ロチェスター工場にあった共同部門は約300人を雇用し、翌年に閉鎖した。

### ソーマー& Co.
1985年、ソーマー& Co. はKnabeとメイソン・アンド・ハムリンの商標とそれらの鋳型と設備をエオリアンの主要な債権者であるCiticorp Industrial Credit Co. から購入した。ソーマー& Co. は両方の事業部の現行モデルの生産再開を計画していたが、自身も売られ、会社はメイソン・アンド・ハムリンの子会社としてのSohmerおよびKnabeに再編された
。

## クナーベの称賛者
- アントワーヌ・マルモンテル
- ウィリアム・イーラム・タナー（英語版）
- ハインリヒ・シュルツ＝ボイテン（英語版）
- レオポルド・ダムロッシュ（英語版）
- ハンス・フォン・ビューロー
- カミーユ・サン＝サーンス
- ジョゼフ・ラム（英語版）

## 今日
Wm. Knabe & Co. ピアノは三益楽器（サミック）によって製造されている。三益楽器は2001年にメイソン・アンド・ハムリンの所有者であるPianoDiscからこの名称を手に入れた。
2007年時点で、Knabeは3種類のサイズのアップライトピアノ – 3つの家具調119 cmモデル、121 cmモデル、131 cmモデル– および4種類のサイズのグランドピアノ – 158 cm（5フィート3インチ）WKG53、173 cm（5フィート8インチ）WKG58、193 cm（6フィート2インチ）WKG64、215 cm（7フィート）WKG70モデル– を提供している。
2006年初め、米国およびカナダにおけるサミックの販売業者であるサミック・ミュージック・コーポレーションは、テネシー州ギャラティンに210,000-平方フート (20,000 m2)の流通センターと工場の建設を開始したことを発表した。ここでは、2006年末または2007年の初めからクナーベブランドとJ・P・プレンバーガーブランドのピアノの製造が計画されていた。